# Hanna's Lust
Hanna's Lust is een plaats langs de Pad van Wanica in het district Wanica in Suriname. Het ligt ingeklemd tussen de zuidelijke wijken van Paramaribo en de noordelijke wijken van Lelydorp.
Hier bevindt zich onder meer het George Deulstadion, de thuisbasis van de voetbalclubs SV Wanhatti, SV The Young Rhythm en SV Sunny Point.
In Hanna's Lust werd vanaf 2011 een groot woningbouwproject uitgerold met bijna duizend koopwoningen. Strafrechtadvocaat Irwin Kanhai was daar een van de concessiehouders voor nieuwe woningen.